# Adrenalin O.D.
Adrenalin O.D. era uma popular banda de hardcore punk de Nova Jérsei, que existiu de 1981 até 1990.
Eles eram bastante conhecidos por tocar músicas extremamente rápidas e acompanhadas por letras engraçadas.
Entre as bandas que citaram Adrenalina O.D. como uma grande influência estão NOFX, Anthrax, Screeching Weasel, Bouncing Souls, Night Birds, Municipal Waste, Darkthrone e S.O.D.

## Membros
A formação original da banda era:
- Jim Foster - guitarra
- Dave Scott (Schwartzman) - bateria
- Paul Richards - guitarra
- Jack Steeples - baixo

Mais tarde, vieram outros membros:
- Bruce Wingate - guitarra
- Wayne Garcia - baixo
- Keith Hartel - baixo

## Discografia

### Álbuns
- The Wacky Hijinks of Adrenalin O.D. (1984)
- HumungousFungousAmongus (1986, relançado em 2005 pela Relapse Records)
- Cruising With Elvis in Bigfoot's UFO (1988)
- Ishtar (1989)
- Sittin' Pretty (1995)
- Phat and Old (1996)
- Themes (2001, álbum com demos raras de 1981-1982 inéditas)